# Милан Сршкић
Милан Сршкић (Београд, 3. март 1880 — Београд, 12. април 1937) је био српски правник и политичар.

## Биографија
Правни факултет са докторатом је завршио у Бечу. Као адвокат је радио у Сарајеву и као политичар је активно суделовао у борби за босанско-херцеговачку црквено-школску аутономију. Као новинар „Српске ријечи“ сарађивао је са бечким Die Zeit у којем је заступао интересе Срба у Босни и Херцеговини. Биран је за посланика у Босански сабор (1910).
За време Првог светског рата пребегао је у Русију, одакле је дошао у Србију, ради организовања избеглица из Аустроугарске монархије у једну политичку групу са циљем да пропагира југословенске идеје у иностранству. Био је члан Југословенског одбора у Лондону, 1918. члан Привременог народног представништва, председник Покрајинске владе БиХ, посланик Уставотворне скупштине. Биран је за народног посланика на скупштинским изборима 1923, 1925, 1927. и 1931.
Године 1923. је министар шума и рудника у влади Николе Пашића, а затим у више влада заузимао ресоре: унутрашњих послова, правде, министар при председништву владе до 13. јула 1932. када је оформио свој кабинет. У другој својој влади био је на челу од 5. новембра 1932. до 27. јануара 1934. У октобру 1934. ушао је у владу Николе Узуновића као министар без портфеља.
Био је један од политичара који су помагали спровођење шестојануарске диктатуре. Био је изразити монархиста, у својству члана главног одбора Радикалне странке, радио на слабљењу и цепању странке.
Као дисидент Радикалне странке, један је од оснивача режимске Југословенске националне странке (ЈНС).